# Танака, Дзюнъя
Дзюнъя Танака (яп. 田中 順也 Танака Дзюнъя, 15 июля 1987, Токио) — японский футболист, нападающий клуба «Гифу».
На протяжении своей футбольной карьеры выступал за клубы «Касива Рейсол», «Спортинг».
С 2012 по 2014 год сыграл за национальную сборную Японии 4 матча.

## Достижения
- Джей-лиги; 2011
- Кубок Императора; 2012
- Кубок Джей-лиги; 2013

## Статистика за сборную
| Сборная Японии | Сборная Японии | Сборная Японии |
| Год            | Матчи          | Голы           |
| -------------- | -------------- | -------------- |
| 2012           | 1              | 0              |
| 2013           | 0              | 0              |
| 2014           | 3              | 0              |
| Итого          | 4              | 0              |